# FC Münsingen
O FC Münsingen é um clube de futebol com sede em Münsingen, Suíça. A equipe compete na Swiss 1. Liga.

## História
O clube foi fundado em 1928. 